# Zombori Gábor
Zombori Gábor (Szolnok, 2002. október 8. –) Európa-bajnoki bronzérmes, junior-világbajnok magyar úszó, olimpikon.

## Pályafutása
A 2017-es európai ifjúsági olimpiai fesztiválon 200 méter háton első., 100 méter háton második volt. A 4 × 100 méteres vegyes mix váltóval (Zombori Gábor, Böhm Sebestyén, Hatházi Dóra, Nagy Réka) bronzérmes volt. A 2018-as ifjúsági úszó-Európa-bajnokságon Helsinkiben a 4 × 200 méteres vegyes gyorsváltó tagjaként, egy évvel később Kazanyban pedig a 4 × 200 méteres férfi gyorsváltó (Zombori, Ulrich Botond, Pap Bálint, Fábián Milán) tagjaként szerzett bronzérmet. A 2019-es junior úszó-világbajnokságon Budapesten (olimpiai A szinttel) világbajnok lett 400 méter gyorsúszásban. A 4 × 200 méteres férfi gyorsváltó (Zombori, Pap Bálint, Ulrich Botond, Szabados Bence) hatodik, a 4 × 100 méteres vegyes váltó (Jászó Ádám, Bőhm Sebestyén, Kós Hubert, Zombori) negyedik helyezést ért el. A 2019-es rövid pályás úszó-Európa-bajnokságon négy versenyszámban indult, de nem jutott tovább a selejtezőkből.
A 2021 nyarán megrendezett tokiói olimpián 400 méteres gyorsúszásban 18. helyen végzett. A 4 × 200 méteres gyorsváltó tagjaként (Márton Richárd, Holló Balázs, Kozma Dominik) jutottak döntőbe, a négyest rossz váltás miatt kizárták előfutamukból.
A 2024-es párizsi olimpián 400 méteres gyorsúszásban 14. helyen végzett. 200 méteres vegyesúszásban betegség miatt nem állt rajthoz.

## Eredményei
2019-es rövid pályás úszó-Európa-bajnokság
- 20. hely (400 m gyors)
- 26. hely (100 m vegyes)
- 29. hely (200 m gyors)
- 43. hely (50 m hát)

2019-es junior úszó-világbajnokság
- 1. hely (400 m gyors)
- 4. hely (4 × 100 m férfi vegyesváltó)
- 7. hely (200 m gyors)
- 8. hely (4 × 100 m férfi gyorsváltó)

2018-as junior Európa-bajnokság
- 3. hely (4 × 100 m gyorsváltó mix)
- 4. hely (200 m hát)
- 5. hely (4 × 100 m vegyesváltó mix)
- 6. hely (4 × 100 m vegyesváltó)
- 7. hely (100 m hát)
- 10. hely (4 x 100 m gyorsváltó)
- 16. hely (50 m hát)

2019 junior Európa-bajnokság
- 3. hely (4 × 200 m gyorsváltó)
- 5. hely (200 m hát)
- 7. hely (100 m hát)
- 9. hely (4 × 100 m vegyesváltó)

2018. évi nyári ifjúsági olimpiai játékok
- 4. hely (4 × 100 m vegyesváltó)
- 7. hely (100 m hát, 200 m vegyes)
- 8. hely (50 m hát)

2017. évi nyári európai ifjúsági olimpiai fesztivál
- 1. hely (200 m hát)
- 2. hely (100 m hát)
- 3. hely (4 × 100 m vegyesváltó mix)

### Magyar bajnokság
| 50 méteres medence   | 2016 | 2017 | 2018 | 2019 | 2020 | 2022 | 2023 | 2024 |
| -------------------- | ---- | ---- | ---- | ---- | ---- | ---- | ---- | ---- |
| 100 m gyors          |      |      |      |      | 4.   |      |      |      |
| 200 m gyors          |      |      |      |      | 3.   |      |      |      |
| 400 m gyors          |      |      |      |      | 2.   | 4.   | 4.   |      |
| 50 m hát             |      |      | 5.   | 4.   |      |      |      |      |
| 100 m hát            |      |      | 3.   | 5.   |      |      |      |      |
| 200 m hát            |      |      | 4.   | 3.   |      | 6.   |      |      |
| 100 m mell           |      |      |      |      | 6.   |      |      |      |
| 200 m mell           |      |      |      |      |      | 1.   |      |      |
| 100 m pillangó       |      |      |      |      | 6.   |      |      |      |
| 200 m vegyes         |      |      | 8.   | 5.   |      |      | 1.   | 1.   |
| 400 m vegyes         |      |      |      |      |      | 5.   | 1.   | 1.   |
| 4 × 100 m gyors      |      |      | 4.   | 4.   | 4.   |      |      |      |
| 4 × 200 m gyors      | 6.   | 5.   | 4.   | 5.   | 2.   | 3.   | 4.   |      |
| 4 × 100 m vegyes     |      |      | 7.   | 5.   | 6.   |      |      |      |
| 4 × 100 m gyors mix  |      |      |      |      | 3.   | 3.   |      |      |
| 4 × 100 m vegyes mix |      |      |      |      | 2.   | 1.   |      |      |